# Rączycowate
Rączycowate (Tachinidae syn. Larvaevoridae) – rodzina owadów z rzędu muchówek licząca ponad 8200 gatunków. Larwy są pasożytami innych owadów.

## Systematyka
Rodzina rączycowatych nie jest jednoznacznie usystematyzowana. Zwyczajowo rączycowate dzieli się na cztery podrodziny:
- Phasiinae: w Europie Środkowej żyje ok. 60 rodzajów zaliczanych do tej podrodziny. Charakteryzują się zróżnicowaną budową - niektóre gatunki są szczupłe a ich tułów jest wydłużony, tułów innych jest okrągły lub spłaszczony.
- Dexiinae: w Europie Środkowej występuje ok. 75 rodzajów, które pasożytują na chrząszczach, motylach i pilarzowatych.
- Tachininae: liczna i stosunkowo heterogeniczna podrodzina rączycowatych. Należy tutaj duża i często spotykana rączyca wielka (Tachina grossa).
- Exoristinae: najliczniejsza podrodzina obejmująca wiele mocno zróżnicowanych gatunków.

## Zobacz też

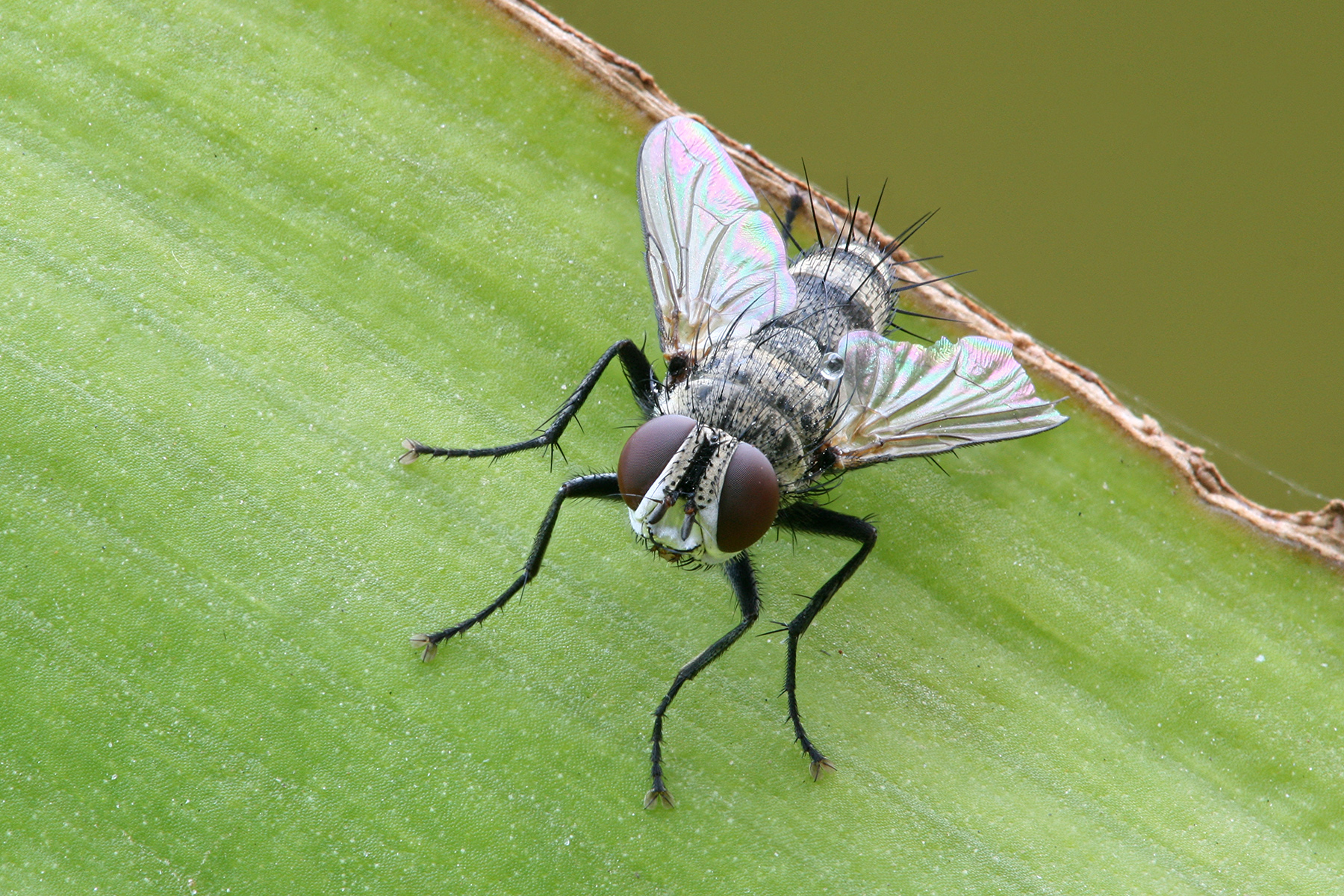
8 milimetrowy owad z rodziny rączycowatych (Tachinidae syn. Larvaevoridae)